# دوري محترفين تي تي 2009
دوري محترفين تي تي 2009 هو موسم من دوري محترفين تي تي. كان عدد الأندية المشاركة فيه 11، وفاز فيه نادي جو بابليك.